# Culicoides filiductus
Culicoides filiductus är en tvåvingeart som beskrevs av Vitale, Wirth och Aitken 1981. Culicoides filiductus ingår i släktet Culicoides och familjen svidknott.
Artens utbredningsområde är Panama. Inga underarter finns listade i Catalogue of Life.